# Eagle Square

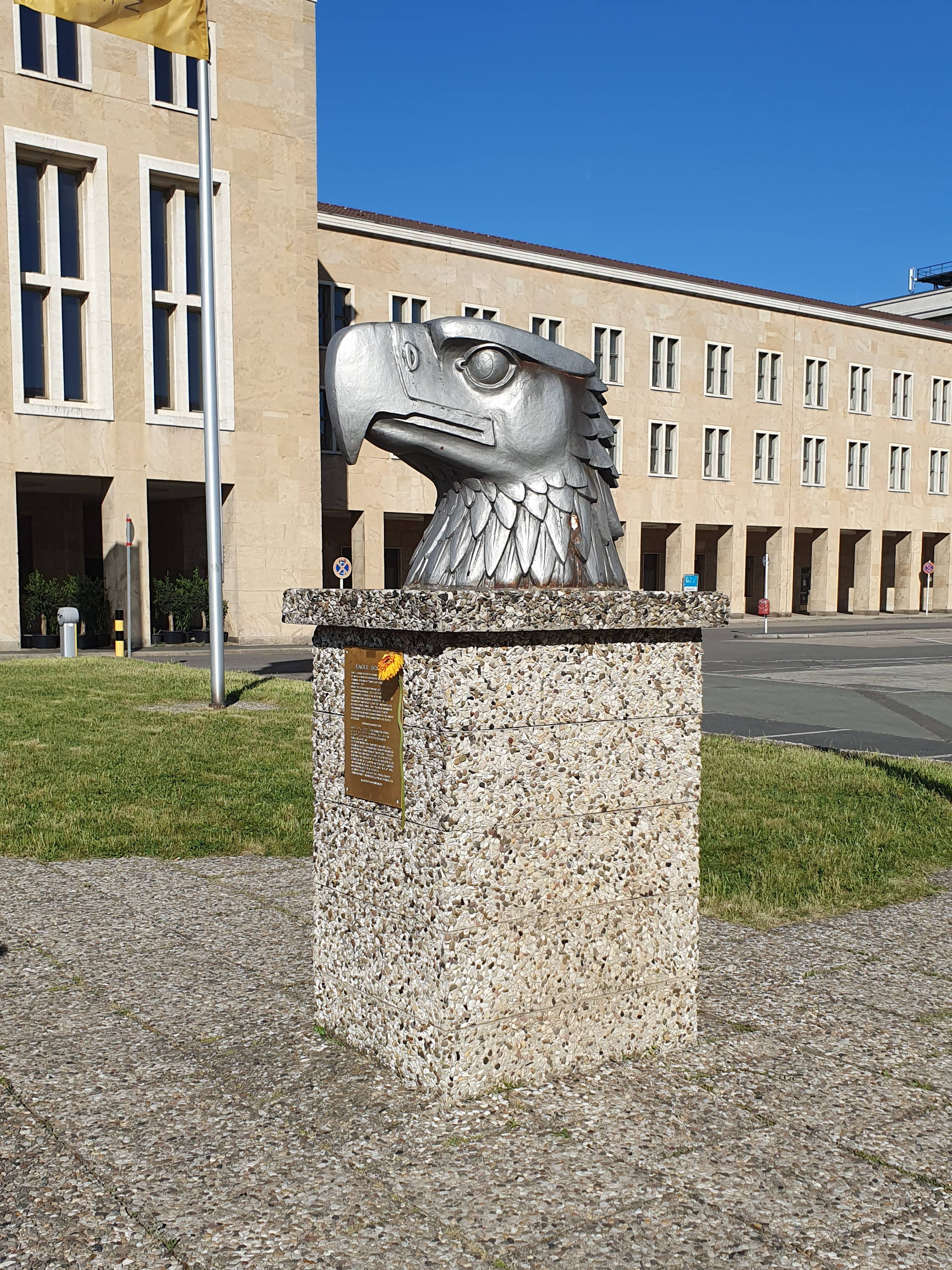
Sockel mit dem Kopf des Adlers

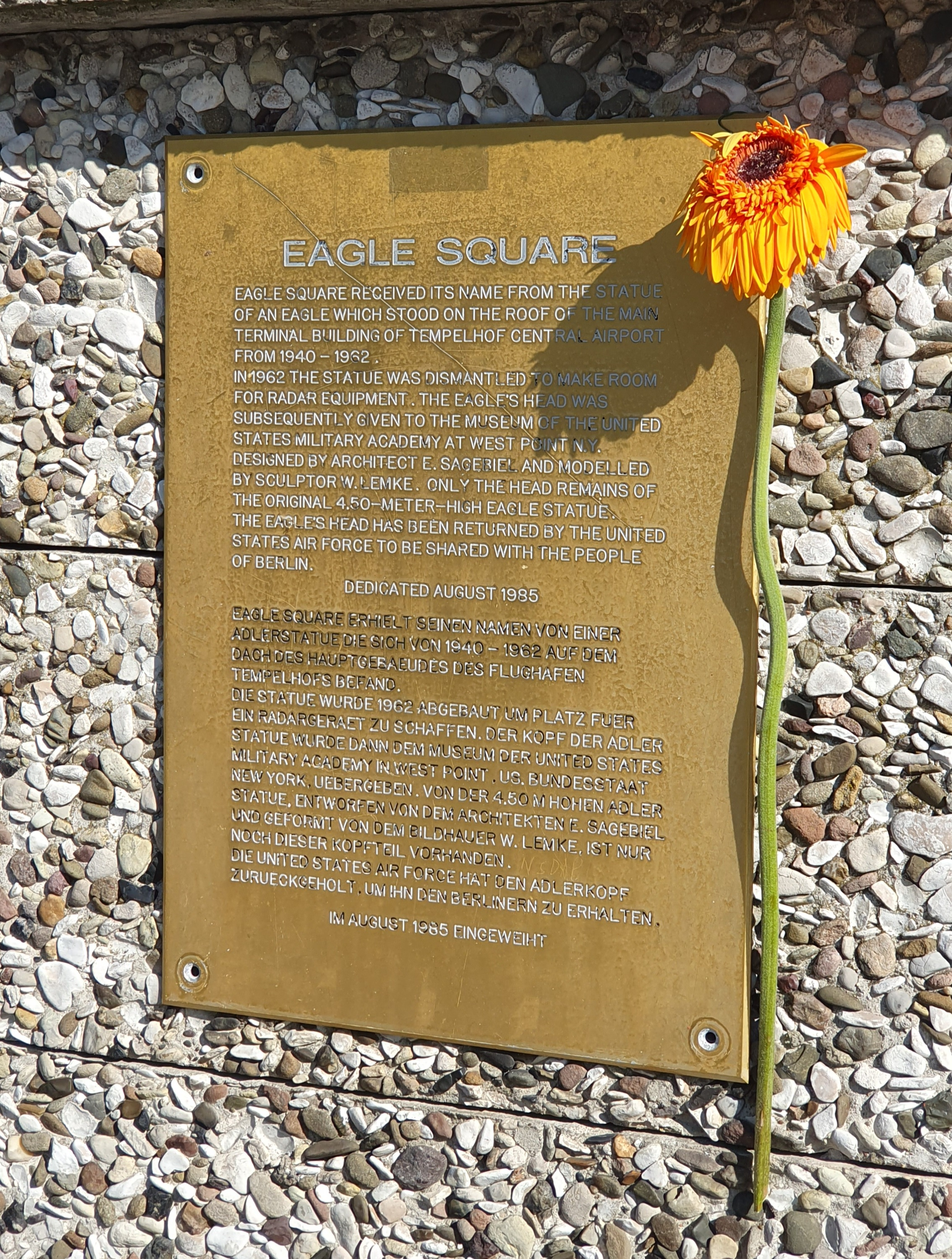
Inschrift auf dem Sockel

Der Eagle Square im Berliner Ortsteil Tempelhof ist Teil des Platzes der Luftbrücke vor dem Abfertigungsgebäude des ehemaligen Flughafens Tempelhof und ist durch die Präsenz einer imposanten Adlerkopfstatue geprägt.
Diese Statue, der Originalkopf eines insgesamt 4,50 m hohen Adlers, war einst das markante Erkennungsmerkmal auf dem Dach des ehemaligen Abfertigungsgebäudes des Flughafens Tempelhof. Der Adler, welcher von dem Architekten Ernst Sagebiel entworfen und vom Bildhauer Walter E. Lemcke gefertigt wurde, wurde 1940 ohne ein Hakenkreuz, sondern mit der Weltkugel in seinen Fängen errichtet. Diese Darstellung entsprach dem Entwurf für die Laterne auf der Kuppel der Großen Halle der geplanten „Welthauptstadt Germania“. Nachdem der Adler 1962 aufgrund einer neuen Radaranlage entfernt wurde, fand er seinen Weg in das Museum der US-Militärakademie in West Point, New York. Im August 1985 brachte die US Air Force das Kopfteil der Statue als Teil des Eagle Square nach Berlin zurück. Heute ist der Eagle Square nicht nur ein Ort der Erinnerung an vergangene Zeiten, sondern auch ein Symbol für die transatlantischen Beziehungen und die Wiederherstellung von kulturellen Verbindungen über Grenzen hinweg.

## Inschrift des Sockels
„Eagle Square erhielt seinen Namen von einer Adlerstatue die sich von 1940-1962 auf dem Dach des Hauptgebaeudes des Flughafen Tempelhofs befand. Die Statue wurde 1962 abgebaut um Platz fuer ein Radargeraet zu schaffen. Der Kopf der Adler Statue wurde dann dem Museum der United States Military Academy in West Point, US. Bundesstaat New York, uebergeben. Von der 4,50 m hohen Adler Statue, entworfen von dem Architekten E. Sagebiel und geformt von dem Bildhauer W. Lemke, ist nur noch dieser Kopfteil vorhanden. Die United States Air Force hat den Adlerkopf zurueckgeholt, um ihn den Berlinern zu erhalten.
Im August 1985 eingeweiht.“